# Forever (musikalbum av Dune)
Forever är ett album från 1997 av den tyska musikgruppen Dune. Albumet släpptes på skivbolaget Orbit Records.
Forever skiljer sig från de tidigare Dune-albumen eftersom det består av coverversioner av pop- och rocklåtar framförda som klassisk musik inspelad med The London Session Orchestra på Abbey Road Studios i London.

## Låtlista
1. Who Wants To Live Forever (av Queen)
2. 9pm Abby Road
3. Somebody (av Depeche Mode)
4. One Moment
5. Against All Odds (av Phil Collins)
6. The Promise
7. Sea Song (av Robert Wyatt)
8. Little Princess
9. The Power of Love (av Frankie Goes to Hollywood)
10. Works
11. Nothing Compares 2 U (av Prince)
12. Variations
13. Hide And Seek (av Howard Jones)
14. Forever
15. Winter Kills (av Yaz)
16. Reprise